# Rio Piraí (Paraná)
O rio Piraí é um curso de água do estado do Paraná.
O rio Piraí, juntamente com o rio Piraizinho, são os dois cursos d'água mais importantes para a cidade de Piraí do Sul. No brasão de Piraí do Sul aparecem três peixes nadantes, que é uma menção ao rio Piraí, pois foi o nome desse rio que inspirou o nome desse município. O rio Piraí tem sua foz no rio Iapó, no municipio de Castro.

## Etimologia
O termo "Piraí" provém do tupi, através da junção de pirá (peixe) e y (rio), significando, portanto, "rio dos peixes".

## Curso e usos
O rio possui uma direção aproximada de NE a SW. Cruza pela parte oeste da área urbana de Piraí do Sul. O curso do rio é marcado por pequenas quedas de água, assinalando o controle estrutural das rochas do embasamento e das formações que constituem a borda oriental da Bacia Sedimentar do Paraná.
O rio fornece água para o abastecimento da população urbana do município de Piraí do Sul, a partir do ponto de captação da Sanepar, situado nas proximidades do Bairro das Brotas. A águas do rio Piraí são utilizadas por diversas indústrias.

## Passagem de Frei Galvão
Frei Galvão já esteve na região do rio Piraí, quando decidiu passar alguns dias no povoado da região.